# Lily of the Alley
Lily of the Alley er en britisk stumfilm fra 1924 af Henry Edwards.

## Medvirkende
- Henry Edwards som Bill
- Chrissie White som Lily
- Frank Stanmore som Alf
- Mary Brough
- Campbell Gullan som Sharkey
- Lionel d'Aragon